# Hafnarfjarðarkaupstaður
Hafnarfjarðarkaupstaður – gmina w południowo-zachodniej Islandii, w południowej części obszaru miejskiego Wielkiego Reykjavíku i regionu stołecznego.

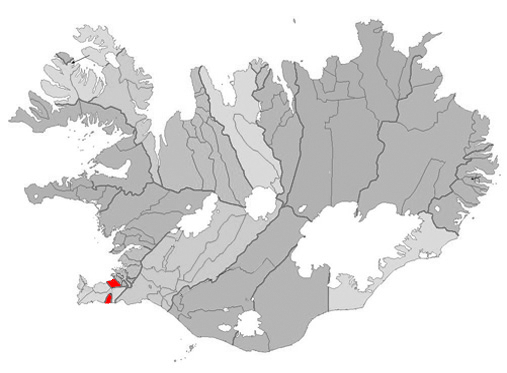
Położenie gminy Hafnarfjarðarkaupstaður na mapie administracyjnej kraju

Położona u nasady półwyspu Reykjanes, po jego północnej stronie, rozciąga się od zatoki Hafnarfjörður do około 10 km w głąb półwyspu pokrytego polami lawowymi, obejmując m.in. okolice wulkanicznej góry Helgafell (340 m n.p.m.). W skład gminy wchodzi również fragment położony na południowym wybrzeżu półwyspu Reykjanes na południe od jeziora Kleifarvatn zwany Krýsuvík. Fragment ten otoczony przez gminę Grindavíkurbær. Stanowi trzecią pod względem liczby ludności gminę na wyspie - na początku 2018 roku zamieszkiwało ją 29,4 tys. mieszk., z tego nieomal wszyscy w głównym mieście Hafnarfjörður.